# Pupina
Pupina es un género de foraminífero bentónico considerado como nomen nudum, homónimo posterior de Pupina Vignard, 1829, y un sinónimo posterior de Chrysalidina de la familia Chrysalidinidae, de la superfamilia Textularioidea, del suborden Textulariina y del orden Textulariida. Su rango cronoestratigráfico abarcaba el Cretácico superior.

## Clasificación
En Pupina no se ha considerado ninguna especie.